# Pantelis Karasevdas
Pantelis Karasevdas (græsk: Παντελής Καρασεβδάς; født 1877, død 14. marts 1946) var en græsk skytte, officer og politiker. Han deltog i de første olympiske lege i Athen i 1896.
Karasevdas deltog i militær riffel. Han dominerede i konkurrencen og ramte målet med alle 40 skud, hvilket indbragte ham 2.350 points og det olympiske mesterskab.
Han deltog også i fri riffel, hvor han endte på en femteplads med 1.039. I militær pistol forlod han konkurrencen efter at have fyret to af sine skud.